# Morane-Saulnier AI
Le Morane-Saulnier AI est un avion de chasse français de la Première Guerre mondiale.

## Conception et développement
Le Morane-Saulnier AI a été développé pour remplacer le désuet Morane-Saulnier Type N. Son moteur a été monté dans un capot circulaire à façade ouverte. L'aile parasol a été balayée en arrière. 
Les longerons et des nervures de la section du fuselage circulaire étaient en bois et recouverts de tissu. Les avions de production ont été donnés selon qu'ils avaient une arme (désigné MoS 27) ou deux mitrailleuses (désigné MoS 29),.

## Variantes
MoS 27
Variante de production d'avion de chasse avec une mitrailleuse Vickers de 7,7 mm et propulsé par un moteur rotatif Gnome Monosoupape 9NI.
MoS 29
Variante de production d'avion de chasse avec deux mitrailleuses Vickers de 7,7 mm et propulsé par un moteur rotatif Gnome Monosoupape 9NI.
MoS 30
Production d'un avion de formation avancée avec soit un moteur Le Rhône 9Jb de 120 ch soit un moteur rotatif Le Rhône 9Jby de 135 ch.
MoS 30bis
Variante du MoS 30 avec un moteur déclassé Le Rhône 9Jby de 90 ch.

## Opérateurs
Belgique
- Forces aériennes belges

 France
- Armée de l'air (France)
  - Escadrille 156
  - Escadrille 158
  - Escadrille 161

 Japon
 Pérou
- Force aérienne du Pérou

 Union soviétique
- Forces aériennes soviétiques - 4 avions, utilisé pour test et essais.

 Suisse
- Forces aériennes suisses

 États-Unis
- American Expeditionary Force